# Луцька біблійна церква

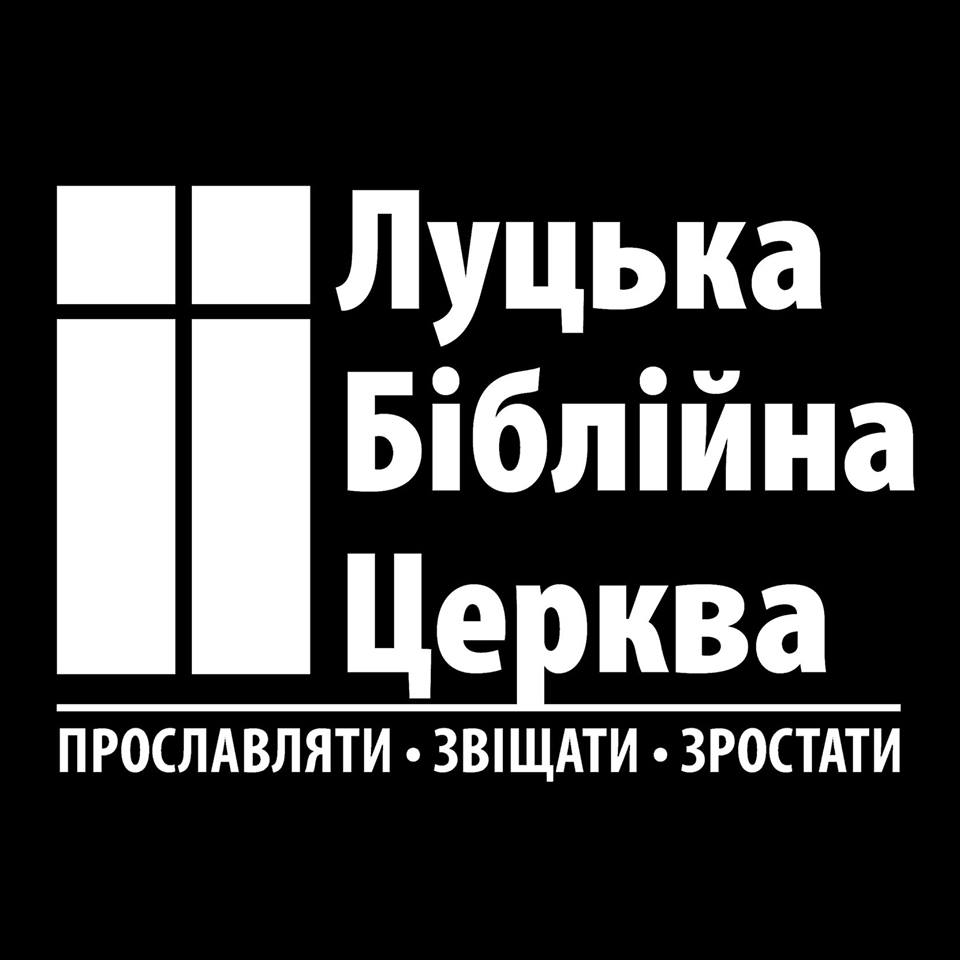
Логотип Луцької Біблійної Церкви

Лу́цька Біблійна Церква — протестантська церква, належить до Всеукраїнського союзу церков євангельських християн-баптистів. Заснована 2 жовтня 2016 року шляхом об’єднання двох помісних баптистських громад "Божий дизайн" та "Преображення". В свою чергу, церква "Божий дизайн" була утворена баптистською громадою "Фіміам", а церква "Преображення" — громадою "Дім Євангелія" (Кірха)